# هنري روبرتسون باورز

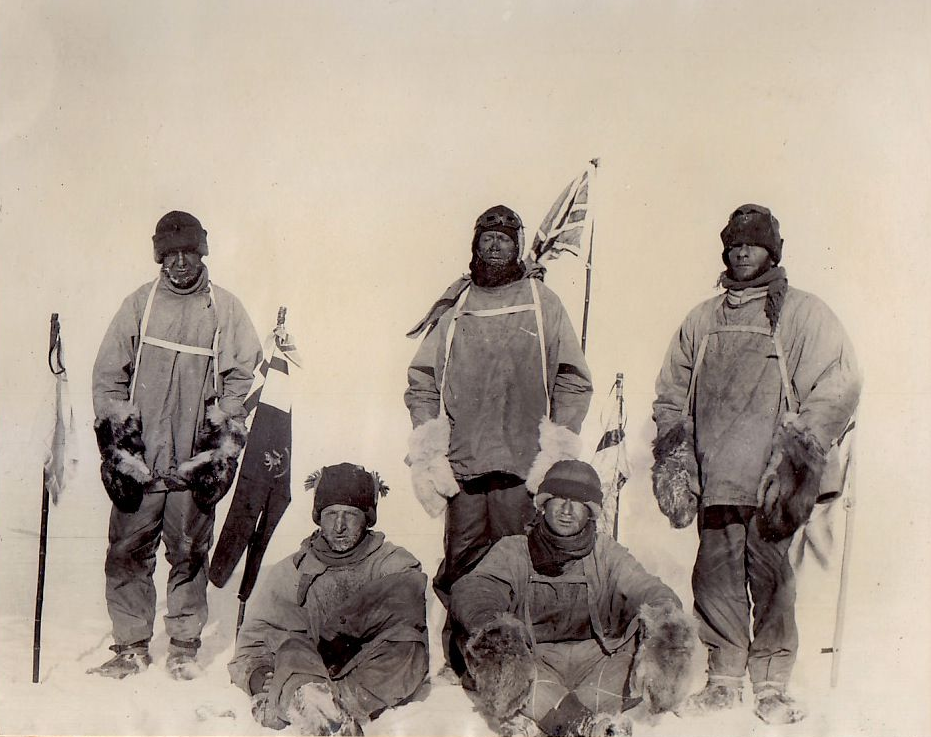
هنري باورز (جالسًا على اليسار) في القطب الجنوبي، يناير 1912

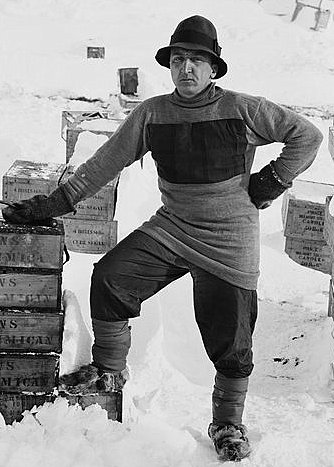
هنري روبرتسون باورز (1883-1912)، عضو في بعثة تيرا نوفا (1910-1913)

هنري روبرتسون باورز (29 يوليو 1883 - 29 مارس 1912) هو أحد أعضاء الفريق القطبي بقيادة روبرت فالكون سكوت في بعثة تيرا نوفا المشؤومة في الفترة من 1910 إلى 1913، والتي مات فيها كل أفرادها أثناء عودتهم من القطب الجنوبي.

## حياته
ولد باورز في الـ29 من يوليو 1883 في غرينوك، من أصل اسكتلندي. بعد وفاة والده في رانغون، قامت والدته بتربيته بمفردها من سن الثالثة مع شقيقتيه الأكبرتان سنا. بحلول يناير 1896، انتقلت العائلة إلى ستريتهام، في جنوب لندن، وعاشت في 19 شارع باثفيلد، حيث كانت السيدة باورز لا تزال مقيمة في عام 1899. أثناء إقامته في ستريتهام، التحق باورز بمدرسة ستريتهام الثانوية للبنين في شارع باثفيلد في 1896. تحول المبنى اليوم لمركز للإنترنت خلف مكتبة ستريتهام، والتي وضعت عليها لافتة من قبل جمعية مجتمع ستريتهام في 29 مارس 2012 لإحياء الذكرى المئوية لوفاته.

## بعثة تيرا نوفا
انضم باورز إلى بعثة تيرا نوفا تحت قيادة روبرت فالكون سكوت في عام 1910، بعد أن قرأ قصص بعثة سكوت الاستكشافية السابقة، ورحلة إرنست شاكلتون الاستكشافية على متن سفينة نمرود. لم يكن لديه خبرة في استكشاف الأجزاء القطبية من المعمورة، ولكن حصل على تزكية سكوت من قبل الرئيس السابق للجمعية الجغرافية الملكية، السير كليمنتس ماركهام، الذي كان المنظم الرئيسي لبعثة سكوت الاستكشافية السابقة. التقى ماركهام باورز على متن «إتش إم إس وورشيستر» وكان معجبًا به لدرجة أن سكوت دعا باورز للانضمام إلى البعثة دون مقابلة مسبقة. بعد سقوط باورز على ارتفاع 19 قدمًا عند تحميل السفينة، قل إعجاب سكوت بالشاب قصير القامة. قال سكوت: «حسنًا، إنه عضو منا الآن، ويجب أن نحقق أقصى استفادة منه»، لكن سرعان ما غير رأيه.
تم تعيين باورز في الأصل كضابط مبتدئ في فريق السفينة المسؤول عن مخازن الرحلات الاستكشافية، وسرعان ما تميز كمنظم مجتهد للغاية وذو مهارات عالية. بحلول الوقت الذي غادرت فيه بعثة تيرا نوفا نيوزيلندا، قام سكوت بترقيته ليكون عضوًا في مجموعة الشاطئ، وكان مسؤولاً عن الرسو والمخازن والملاحة وترتيب حمولة الزلاجات، وهو الدور الذي استفاد فيه سكوت من قوة ذاكرة باورز غير العادية.
بعد ستة أشهر من وصوله إلى القارة القطبية الجنوبية، قام باورز برحلة الشتاء إلى مناطق تكاثر البطريق الإمبراطور في رأس كروزير بجزيرة روس في يوليو 1911 مع إدوارد أدريان ويلسون وأبسلي شيري جارارد. كان الهدف من الفرقة هو جلب بيضة غير مسقوفة لدراستها. في ظلام شبه دامس ودرجات حرارة تتراوح من ناقص 40 إلى ناقص 70 درجة فهرنهايت (ناقص 40 إلى ناقص57 درجة مئوية)، قاموا بنقل زلاجتهم على بعد 60 ميلاً (97 كم) من قاعدة سكوت في رأس إيفانز إلى الجانب البعيد من روس جزيرة. وقد وصلوا إلى هدفهم بعد أن طالهم التعب واشتد عليهم البرد، إلا أن عاصفة ثلجية حاصرتهم ومزقت خيمتهم وحملتها الرياح، فتُرك الرجال في أكياس نومهم تعصف عليهم الرياح الصقيعية. عندما هدأت الرياح، كان من حسن حطهم أن وجدوا خيمتهم على بعد حوالي نصف ميل في الصخور. بعد أن نجحوا في جمع ثلاث بيضات وخارت قواهم، عادوا في النهاية إلى رأس إيفانز في 1 أغسطس 1911، بعد خمسة أسابيع من انطلاق مهمتهم. أشار أبسلي شيري جيرارد لاحقًا إلى هذه الرحلة باسم الرحلة الأسوأ في العالم، والتي أصبحت عنوان كتابه الذي نُشر في عام 1922 يسرد فيه مصير الرحلة الاستكشافية 1908-1912.
في 1 نوفمبر 1911، بدأت الرحلة الطويلة إلى القطب الجنوبي. لم يكن سكوت قد خطط أصلاً لضم باورز في فريقه القطبي. كان عضوًا في فريق المزالج بقيادة نائب سكوت، الملازم إدوارد إيفانز وآخر فريق دعم رافق سكوت وفريقه جنوبًا، ولكن في 4 يناير 1912، عندما كان فريق إيفانز على وشك العودة، تم تعيين باورز عضوا في الفريق القطبي. قال البعض أن هذا كان قرارًا متسرعًا اتخذه سكوت، ومع ذلك، أشار آخرون، مثل مستكشف القطب الجنوبي رانولف فينيس، إلى أن هذا كان قرارًا منطقيًا - لا سيما عندما كان المرء يعتزم عبور الأرض القطبية بسرعة، في محاولة للحد من استهلاك الموارد.

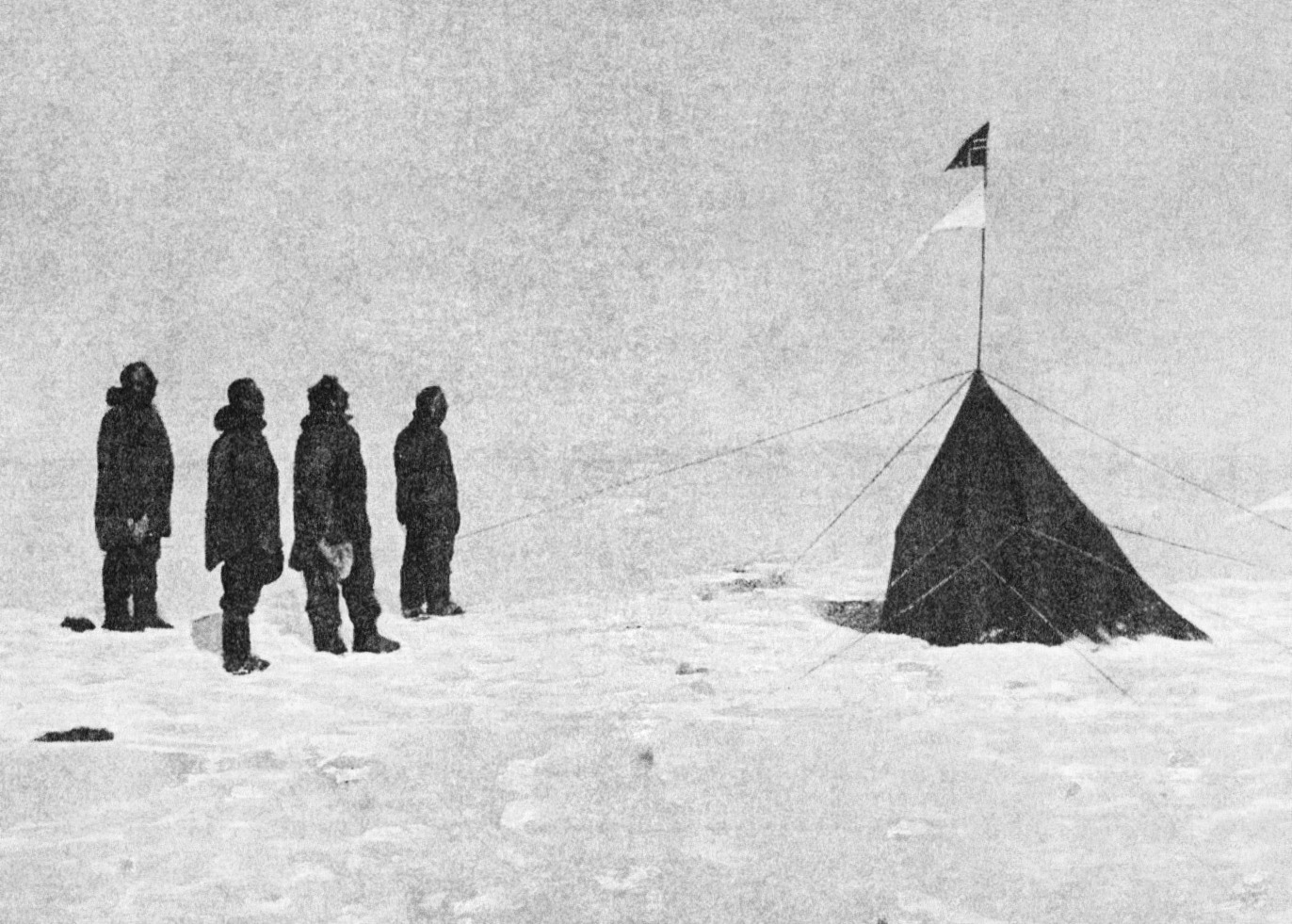
خيمة أموندسن ضمن بعثة استكشاف القطب الجنوبي بعدسة هنري باورز

قبل أيام قليلة من ذلك، أمر أعضاء فرقة إيفانز بتخزين زلاجاتهم، بحيث كان على باورز أن يسافر سيرًا على الأقدام إلى القطب الجنوبي بينما ما وال الآخرون يركبون على الزلاجات. بالإضافة إلى ذلك، فإن إضافة رجل خامس إلى الحفلة يحتم عليهم التزاحم في خيمة مصنوعة لإيواء أربعة أشخاص، وكذلك تقسيم الحصص الغذائية التي كانت معبأة لأربعة رجال. يرجح أن سكوت أضاف باورز إلى الفريق القطبي لإدراكه أنه يحتاج إلى ملاح آخر ذي خبرة لتأكيد موقعه في القطب الجنوبي لتجنب الشكوك، مثل تلك التي طالت ادعاءات فريدريك كوك وروبرت بيري في القطب الشمالي، على الرغم من عدم وضوح سبب عدم استبدال باورز بعضو آخر في الفريق -أوتس كان الخيار الأرجح-. الأمر الذي يدعم هذه النظرية هو أن باورز كان من أصلح الموقع الجغرافي الدقيق للقطب الجنوبي للفريق القطبي. كان باورز أيضًا هو المسؤول عن الكاميرا المتبقية للبعثة والتقط معظم الصور الفوتوغرافية الشهيرة في القطب الجنوبي وخيمة أموندسن.

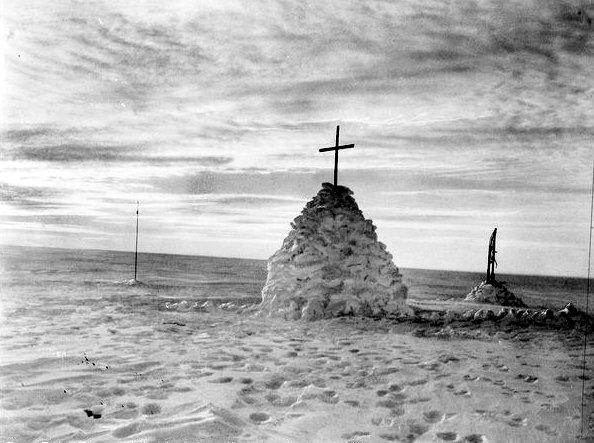
قبر إدوارد أدريان ويلسون وهنري باورز وروبرت فالكون سكوت.

في 16 يناير 1912، مع اقتراب فريق سكوت من القطب، كان باورز هو أول من اكتشف العلم الأسود في معسكر أقامه رولد أموندسن القطبي قبل أكثر من شهر. علموا بعد ذلك أنهم خسروا السباق فلم يكونوا أول من وصل إلى القطب الجنوبي. في 18 يناير، وصلوا إلى القطب الجنوبي ليجدوا خيمة تركها فريق أموندسن في معسكرهم الذي أسموه «بولهايم». في داخل الخيمة، وجدوا مذكرة عليها تاريخ يفيد بأن أموندسن قد وصل إلى القطب في 14 ديسمبر 1911، وقد سبق فريق سكوت بـ35 يومًا.
خلال رحلة العودة، بعدما قطعوا مسافة طويلة، توفي الرقيب إدغار إيفانز في 17 فبراير، بسبب إصابة في الدماغ بعدما كان قد سقط على الأرجح. في نهاية شهر فبراير، انخفضت درجات الحرارة بشكل حاد، وفشل فريق الإغاثة المرفوق بالكلاب في الوصول لنقطة الالتقاء التي تم تحديدها مسبقًا في 1 مارس. لدغ الصقيع قدم أوتس ونهشتها الغنغرينا، مما أدى إلى تباطؤ سير الفريق. وفي محاولة يائسة لإنقاذ رفاقه، خرج عمدا من خيمتهم لياقي حثفه في 16 مارس. استمر سكوت وباورز وويلسون لمدة ثلاثة أيام أخرى، حيث تمكنوا من قطع مسافة 20 ميلاً (32 كم)، لكن اصطروا للتوقف على بعد 11 ميلاً (18 كم) من مستودع الطعام التالي بسبب عاصفة ثلجية في 20 مارس. استمرت العاصفة الثلجية لأيام طويلة ففقدوا ما كان لديهم من وقود وطعام. بسبب الضعف الشديد والبرد والجوع، ماتوا في خيمتهم في 29 مارس أو بعد ذلك بقليل -بحسب آخر ما ذكرته يوميات سكوت- على بعد 148 ميلاً (238 كم) من معسكرهم الأساسي.
عثر فريق البحث على جثثهم في الربيع التالي في 12 نوفمبر 1912. أطاح فريق البحث بالخيمة فوقهم، وبالتالي دفنهم حيث كانوا راقدين تحت ركام ثلج يعلوه صليب مصنوع من فردي زلاجات. ومن بين الأشياء التي عثروا عليها وأعادوها معهم كانت لفات أفلام كوداك مع الصور الفوتوغرافية في القطب الجنوبي والعينات الجيولوجية التي أثبتت فيما بعد نظرية غندوانا.
أُعيدت تسمية تلال باورز في القارة القطبية الجنوبية فيما بعد بجبال باورز، على شرفه.

## طباعه وألقابه
كان باورز قصيرًا، بطول متر و64 سنتيمتر. كان لديه شعر أحمر وأنف مميز يشبه المنقار وعليه أطلق زملاؤه لقب «بيردي» أي الطير عليه. كان معروفًا بصلابته واعتماديته وبهجه. لاحظ أبسلي شيري جارارد، أحد زملائه في البعثة، أن «قدرته على العمل كانت هائلة»، وأنه «لم يكن هناك أي شيء خفي فيه. لقد كان بسيطًا ومباشرًا وغير أناني». في مذكراته، كتب سكوت عن باورز أنه «أعثى مسافر قام برحلة قطبية كما أنه الأكثر شجاعة». في رسالة إلى والدة باورز تم استردادها كتب سكوت من الخيمة التي قبعت فيها جثثهم، «أكتب هذه الكلمات وأنا أدنو من نهاية رحلتنا، وأنا بصحبة اثنين من النبلاء الشجعان. أحد هؤلاء هو ابنك. لقد أصبح واحدًا من أصدقائي المقربين وأصدقهم، وأنا أقدر طباعه الرائعة وقدرته وطاقته. لقد زادت المشاكل من حدة روحه الشجاعة، وقد تألق أكثر من أي وقت مضى وظل مبتهجًا ومتفائلًا ولا يقهر حتى النهاية».